# 河野修
河野 修（こうの おさむ、1925年11月28日 - 2001年3月26日）は、元愛媛県上浮穴郡久万町長。明神青年学校卒業。久万町議会議員、同議長などを歴任後、1971年同町助役、1975年町長に就任、連続6期務めた。

## 経歴
「木にこだわったまちづくり」を提唱、実践した。久万広域森林組合代表理事組合長、久万凶荒予備組合長等を歴任。一貫して久万町の主要産業である杉・ヒノキ等の林業の育成に精力を注ぎ、特に1990年の第三セクターの林業担い手会社「いぶき」を設立し、森林の保育、素材生産、作業道の開設等を行ってきた、その設立は先駆的な取り組みとして注目を浴び、さらに1995年には郡内に広域化した。その後同様の枠組みの第三セクター会社が愛媛県内の山村を抱えるいくつかの町村で組織されるなど、模範となった。また、生活環境の整備にも力を注ぐほか、町立久万美術館等の整備にも尽力した。
1999年秋の叙勲にて勲四等旭日小綬章受章。没後、従五位に叙された。